# Буніум перський
Зіра чорна іранська, кумін — стародавнє насіння, яке використовується на Сході як незамінна пряність. З наукової точки зору це насіння правильно називати буніум перський